# Karwiagać
Karwiagać (niem. Kranzwerder) – osada w Polsce położona w województwie zachodniopomorskim, w powiecie drawskim, w gminie Kalisz Pomorski. W latach 1975–1998 miejscowość administracyjnie należała do województwa koszalińskiego. W roku 2007 osada liczyła 8 mieszkańców. Miejscowość wchodzi w skład sołectwa Stara Korytnica.

## Geografia
Osada leży ok. 2,5 km na południe od Starej Korytnicy, między Starą Korytnicą a miejscowością Bralin.